# Caille nattée
Coturnix coromandelica
Espèce
Statut de conservation UICN

 LC  : Préoccupation mineure
La Caille nattée (Coturnix coromandelica) est une espèce d'oiseaux de la famille des Phasianidae.

## Distribution
Les migrations de cette espèce dépendent essentiellement de la mousson. Elle niche en Inde et dans quelques autres régions du sud-est asiatique. Au moment de la mousson du sud-est, elle se replie vers le Pakistan, l’Assam, le Manipour et même le Myanmar. Elle a été signalée dans le nord et le centre de la Thaïlande, où elle serait assez répandue, au Cambodge, dans le sud de l’Annam, au Sri Lanka et au Bangladesh.

## Habitat
La caille nattée habite les milieux ouverts jusqu’à 2 500 m dans l’Himalaya: prairies, cultures y compris les champs de riz de montagne ou de canne à sucre, chaumes, friches arbustives, plantations de thé et même jardins. Elle fréquenterait plus les endroits couverts en saison sèche, surtout près des points d’eau (Hennache & Ottaviani 2011).

## Mœurs
Les mœurs de la caille nattée sont similaires à celles de la caille commune mais elle se nourrirait plus de graines de graminées que cette dernière. En dehors de la saison de reproduction ces cailles se déplacent par petits groupes, probablement des couples avec leurs derniers jeunes (Hennache & Ottaviani 2011).

## Voix
Le cri bisyllabique du mâle est caractéristique, whit-whit. Il est répété toutes les 0,5 à 1 seconde en série de trois à cinq.

## Nidification
La caille nattée est monogame. La femelle creuse une dépression dans le sol, parfois sous un buisson, qu’elle garnit de brindilles et d’herbes. Il n’y a qu’une ponte par année, de mars à octobre. Elle comprend généralement de quatre à six œufs, mais parfois beaucoup plus, jusqu’à 18 œufs ; il est alors probable que plusieurs femelles pondent dans le même nid. La poule couve seule mais le mâle participe à l’élevage des jeunes qui restent avec les parents jusqu’à l’âge de huit mois environ (Hennache & Ottaviani 2011).

## Statut, conservation
La caille nattée n’est pas considérée comme menacée. Elle est commune en Inde mais d’abondance assez variable ailleurs. Sa très grande mobilité et sa discrétion ne favorisent pas son observation et seule une bonne connaissance de son chant permet de la repérer. C’est d’ailleurs pourquoi sa découverte en Thaïlande a été si tardive (Round 1990).